# Corynesporopsis uniseptata
Corynesporopsis uniseptata är en svampart som beskrevs av P.M. Kirk 1981. Corynesporopsis uniseptata ingår i släktet Corynesporopsis, divisionen sporsäcksvampar och riket svampar.   Inga underarter finns listade i Catalogue of Life.